# Вишер, Уильям
Уильям Х. Вишер-младший (англ. William H. Wisher Jr.; род. 23 мая 1958, Брея, Калифорния, США) — американский сценарист, актёр и исполнительный продюсер. Также известен как исполнитель главной роли в самом первом фильме своего друга Джеймса Кэмерона.
Познакомился с Кэмероном в середине 1970-х гг. на ниве увлечения научной фантастикой. В 1978 году Кэмерон, Вишер и их друг Рэндалл Фрэйкс сняли любительский 12-минутный фильм «Ксеногенезис», где Кэмерон стал режиссёром, а Вишер сыграл главную роль — киборга Раджа.
Вишер был одним из первых, кому Камерон рассказал замысел «Терминатора». Он принял участие в написании сценария первой части (дополнительные диалоги в сценах разговора Сары с подругой и сценах в полиции) и стал основным сценаристом второй. В обеих кинолентах он сыграл эпизодические роли. В первом фильме — полицейского, у которого Терминатор похищает автомобиль. Во втором — удивлённого посетителя, фотографирующего Терминатора в галерее. Это придаёт сцене дополнительный смысл, так как можно предположить, что удивление вызвано не только странным поведением Терминатора, но и тем, что посетитель его узнаёт.
Продюсеры фильма «Терминатор: Да придёт спаситель» (2009) планировали превратить его в трилогию, Уильям Вишер-младший написал материал для двух потенциальных сиквелов.
История из двух частей должна была включать в себя элементы путешествия во времени, который вернул бы умершего персонажа Сару Коннор, позволяя ей взаимодействовать с Кайлом Ризом после их первоначальной встречи в первом фильме 1984 года. Арнольд Шварценеггер также повторил бы свою роль T-800 в шестом фильме. В фильмах также участвовали бы новые злодеи Терминаторы из Скайнета. Уишер написал 24-страничную концепцию для «Терминатора 5» и четырёхстраничную концепцию для «Терминатора 6». Однако из-за неудачных кассовых сборов фильма 2009 года и юридических проблем трилогия «Да придёт спаситель» была в конечном итоге отменена.

## Фильмография
| Год  | Название                   | В титрах                | Примечания                                |
| ---- | -------------------------- | ----------------------- | ----------------------------------------- |
| 1978 | Ксеногенезис               |                         | Радж                                      |
| 1984 | Терминатор                 | Сценарист               | Ник Дилэни, полицейский автомашины «L-19» |
| 1989 | Бездна                     | Актер                   | репортёр Билл Тайлер                      |
| 1991 | Терминатор 2: Судный день  | Сценарист               | фотограф в галерее                        |
| 1995 | Судья Дредд                | Сценарист               |                                           |
| 1999 | Тринадцатый воин           | Сценарист               |                                           |
| 2004 | Изгоняющий дьявола: Начало | Сценарист               |                                           |
| 2007 | Крепкий орешек 4.0         | Исполнительный продюсер |                                           |